# Стальная бабочка

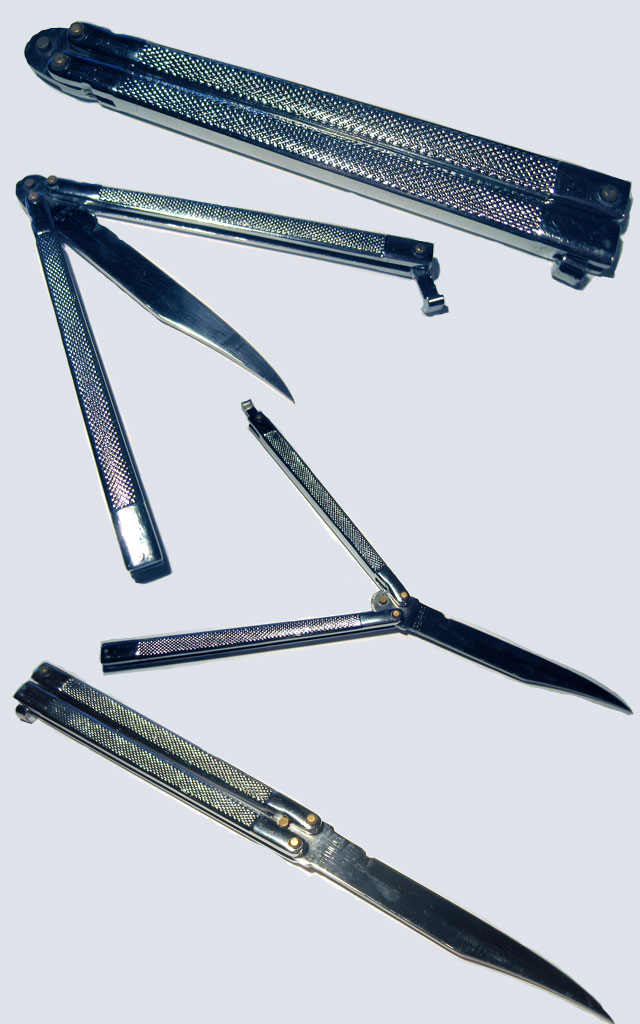
Такой нож носит главная героиня

«Стальна́я ба́бочка» — российская детективная драма режиссёра Рената Давлетьярова по сценарию Юрия Короткова и Натальи Ворожбит, основанная на реальных событиях.
Картина стала фильмом закрытия кинофестиваля «Кинотавр» в 2012 году. Премьерный показ в России состоялся 29 октября 2012 года в московском кинотеатре «Октябрь». В прокат картина вышла 1 ноября 2012 года.

## Сюжет
Московская беспризорница Вика Чумакова по кличке «Чума», совершив побег из интерната, зарабатывает на ограблениях в компании с другими беспризорными подростками. После ограбления в парке компанию ловит полиция и доставляет в отделение, где работает капитан полиции Григорий Ханин. Он, наряду с другими оперативниками,  пытается расследовать серию убийств несовершеннолетних девочек. Почерк идентичен: маньяк в одном и том же парке караулит жертв, имеющих отношение к творчеству, насилует и душит их в «слепых» для камер зонах поздним вечером. Ханин предпринимает попытку ловить маньяка «на живца» и в качестве «жертвы» хочет завербовать Чуму; в случае же отказа он обещает отправить девушку в колонию. Чума соглашается, но при условии, что её отпустят из отделения до утра. Также она просит вернуть ей конфискованный нож-бабочку.
Чума навещает приятеля Константина (Костыля) — сына находящихся в отъезде богатых родителей — ночует у него, морально издеваясь над ним «попытками» соблазнения. Украв из тайника в квартире сто евро, Чума ретируется. Наутро Ханин в отделении ожидает возвращения Чумы. Почти поверив в то, что девушка не сдержит обещание, он всё-таки встречает её у дежурного.
В первый день следственного эксперимента Чуму снабжают «тревожной кнопкой» и телефоном, а она вооружается своим ножом-бабочкой. Поиск не приносит результатов. Ехать обратно в приёмник Чума отказывается, и оперативники решают оставить её на квартире холостяка Ханина. Там до сих пор находится его любовница Татьяна, которую он выпроваживает.
В первую ночь Чума, выпив водки, начинает приставать к Ханину. Он закрывает её в ванной до утра. Утром за завтраком Чума обещает больше так себя не вести.
Поиски маньяка продолжаются. Ханин, осознавая, что с Чумой ему не справиться, решает отдать её в приёмник. Девушка обещает вести себя тихо и во всём слушаться, и Ханин оставляет её.
Позже девушке удаётся встретиться со своей компанией. Беспризорники с презрением относятся к связям Чумы с полицией. Сама Чума рассказывает, привирая и приукрашивая, о своей новой жизни. Беспризорница по кличке Вафля оскорбляет Чуму, та избивает её и уходит.
На выходных Ханин вместе с коллегами едет на природу отмечать день рождения одного из друзей. С собой он также берёт и Чуму и учит стрелять по банке. Ханин получает звонок и просит друзей забрать на эту ночь Чуму в участок — сегодня суббота, день его плановых встреч с Татьяной.
Тем же вечером девушка вместе с коллегами Ханина отправляется ловить маньяка, но скрывается, выбросив кнопку вызова помощи и отключив телефон. Оперативники звонят Григорию и сообщают, что Чума пропала. Ханин срывается с места, оставив Татьяну. В квартиру приходит Чума и устраивает Татьяне «очную ставку», надрезав горло ножом-бабочкой и декламируя, что Ханин — только её, и обещал жениться на ней. Татьяна в истерике убегает. Чума возвращается в парк, где на неё совершает нападение неизвестный. Патруль во главе с Ханиным ловит нападавшего, которым оказывается инженер Бондарев. Арестованного допрашивают, но он не сознаётся во вменяемых ему преступлениях. На следующий день становится известно ещё об одном убийстве.
Чума хочет и дальше помогать Ханину, но он отвозит её обратно в приёмник. Чума угрожает Григорию расправиться с Татьяной, если Ханин когда-нибудь всё-таки женится на ней.
Чума на следующий день сбегает из приёмника. С Константином они выкуривают наркотические препараты. Вечером Чума приходит на станцию метро и пытается самостоятельно продолжить поиск маньяка. В метро дежурят двое коллег Ханина, одним из которых является сержант полиции Толик, знающий о проводимом эксперименте. Чума сообщает ему, что больше не играет роль «жертвы». Ханину сообщают, что маньяк «засветился» на видеорегистраторе случайной машины. На записи видно, что маньяк — это Толик. Григорий звонит на дежурный пункт полиции в метро. От второго дежурного он узнаёт о визите Чумы, и что вдвоём Чума и Толик покинули станцию около пятнадцати минут назад. Полицейские отправляются на перехват. На дорогу перед машиной Ханина выбредает Чума, она в крови, и в руке сжимает окровавленный нож-бабочку. Ханин обнимает её, успокаивая. Толика госпитализируют в тяжёлом состоянии.
Спустя какое-то время Чума отпрашивается из детдома и идёт в отделение. Ханин, ссылаясь на занятость, отказывается с ней общаться. Чума в разговоре с оперативниками заявляет, что хотела бы и дальше сотрудничать с полицией. Ей в шутку сообщают, что если появится новый маньяк, то её позовут. Она уходит и поздно вечером в парке подкарауливает незнакомую девочку с намерением убить, но сделать этого не может. Незнакомка просит разрешения пойти вместе, поскольку ей одной страшно. В последних кадрах они идут вдаль.

## В ролях
- Дарья Мельникова — Вика Чумакова (Чума), беспризорница, сбежавшая из интерната
- Анатолий Белый — Григорий Ханин, капитан, оперативный сотрудник полиции
- Дарья Мороз — Татьяна, любовница Ханина
- Пётр Винс — Пётр Косовский, оперативный сотрудник полиции, коллега Ханина
- Андрей Казаков — Николай Зайцев, оперативный сотрудник полиции, коллега Ханина
- Виктор Немец — Приходько
- Елена Галибина — Тамара Николаевна, старший лейтенант, инспектор по делам несовершеннолетних
- Максим Дромашко — Толик, сержант полиции на метрополитене, серийный убийца
- Полина Ганшина — Людмила, оперативный сотрудник полиции
- Мария Наумова — Вафля, беспризорница, сбежавшая из интерната
- Семён Трескунов — Карлик, беспризорник, сбежавший из интерната
- Дмитрий Прищепа — Фикус, беспризорник, сбежавший из интерната
- Олег Федотов — Костя (Костыль), обеспеченный знакомый Чумы
- Андрей Лебедев — Бондарев, командировочный инженер, обвиняемый в нападении на Чуму

## Критика
Фильм собрал положительные отзывы в прессе:

«Вопреки любым ожиданиям и опасениям, картина получилась вполне удачной — с одной стороны, доброй, нечернушной и непошлой, с другой — реалистичной, неслюнявой и нефальшивой.»— Дарья Митина, «Эхо Москвы»

«Наглость, с которой здесь плюют на каноны любимого в народе жанра „ментовской триллер“, превращая его в мелодраму, напоминает даже не продюсерские проекты Давлетьярова, а сразу корейское кино. Если что, это комплимент.»— Денис Рузаев, «Time Out»

«Дарья Мельникова превратится из возмутительно неправдоподобной уголовницы в подростковый вариант несчастной русской бабы, а из Анатолия Белого авторы активно примутся лепить отечественного Дэниела Крейга в трениках (в некоторых ракурсах у них это почти получится). Как ни странно, инфернальности от такого расклада в картине только прибавится.»— Павел Прядкин, «Empire»

«Однако убедительно подать историю любви беспризорницы, жестокой и готовой, если что, пустить в дело нож-бабочку, к циничному оперу смог бы далеко не каждый. Давлетьярову это удалось. Персонажи фильма почти лишены фальши в поведении, а эпизоды встречи Чумы с беспризорными друзьями или её „непринужденного общения“ с любовницей Ханина (хорошая роль Дарьи Мороз) и вовсе выбиваются за рамки подобного „кино для зрителей“. Ещё один несомненный плюс — отсутствие излишне сахарного финала.»— Дмитрий Карпюк, Кино-Театр.ru

## Награды и номинации
- 2012 — Премия «Аванс» от журнала The Hollywood Reporter Russia — «Самой перспективной актрисе» (Дарья Мельникова)[4]
- 2012 — Участие в конкурсной программе испанского кинофестиваля Muestra de Cine Europeo Ciudad de Segovia (MUCES)
- 2012 — XVIII Международный Фестиваль фильмов о правах человека «Сталкер» — Диплом жюри (Дарья Мельникова)[5]

## Съёмки
- В основу сюжета картины легла история, происходившая в 1991—1995 годах в Санкт-Петербурге. В то время орудовал серийный убийца Павел  Шувалов: он также был сотрудником милиции метрополитена и убивал несовершеннолетних девочек[6].
- Татьяну, подругу Ханина, поначалу играла другая актриса. Ренат Давлетьяров решил её заменить, и были пересняты все сцены с ней. У Дарьи Мороз на подготовку к этой роли был всего один день.[источник не указан 1448 дней]
- Из фильма вырезана целая линия с начальником Ханина.[источник не указан 1448 дней]
- Место действия большей части фильма — станция метро «Измайловская» и Измайловский парк.[источник не указан 1448 дней]